# إدوارد لويس (كاتب فرنسي)
إدوارد لويس (بالفرنسية: Édouard Louis)‏ هو كاتب فرنسي، ولد في 30 أكتوبر 1992 في أميان في فرنسا.

## وصلات خارجية
- إدوارد لويس على موقع IMDb (الإنجليزية)
- إدوارد لويس على موقع مونزينجر (الألمانية)
- إدوارد لويس على موقع ألو سيني (الفرنسية)